# Cercocebus atys
Singe vert Mangabey, Mangabey fuligineux
Espèce
Synonymes
- Cercocebus torquatus atys Audebert, 1797[1]

Statut de conservation UICN

 VU  : Vulnérable
Statut CITES
Cercocebus atys est une espèce de singes catarhiniens de la famille des cercopithecidés. Elle est appelée Singe vert mangabey, Mangabey fuligineux, Cercocèbe enfumé  ou Mangabey enfumé  ou encore Cercocèbe à col blanc.
Une sous-espèce a été identifiée au Burkina Faso (Cercocebus atys lunulatus), déjà menacée de disparition,.

## Systématique
L'espèce Cercocebus atys a été décrite pour la première fois en 1797 par le naturaliste français Jean Baptiste Audebert (1759-1800), initialement comme une sous-espèce sous le protonyme de Cercocebus torquatus atys.

## Description
C’est un singe à queue de taille moyenne : 40 à 70 cm (mâles plus grands) pour la longueur du corps et de la tête,. S'ajoute une queue légèrement plus longue de 40 à 80 cm. Le poids maximal serait de 7-8 kg. La coloration générale est un gris ardoise ou gris-brun avec un blanc plus clair sur la face ventrale. Ils ont des poils qui ressortent un peu au niveau des joues. Leurs mains et leurs pieds sont légèrement plus foncés que le corps. La peau nue de leur visage est tachetée de gris foncé et de rose saumon, tandis que les paupières supérieures sont blanches. Il existe deux sous-espèces, Cercocebus atys atys connue pour ne jamais présenter de couronne sur la tête. La seconde, Cercocebus atys lunulatus, se distingue par une couronne blanche en arrière de la tête, une face plus foncée, une bande dorsale sombre plus marquée et une tache ovale blanche bordée de noir sur la nuque. Ils consomment surtout des fruits, dont des noix (par exemple de palmiers). 

## Distribution (répartition + habitat)
Ils sont principalement endémiques de la Haute-Guinée sur la côte ouest de l'Afrique. L'aire de répartition pré-anthropique s'étendait du fleuve Casamance au Sénégal au système fluvial Sassandra en Côte d'Ivoire, mais la majorité des individus du Sénégal, de la Guinée Bissau et de certaines zones de la Guinée ont disparu. Ils sont donc actuellement surtout représentés en Sierra Leone, au Liberia et dans l'Ouest de la Côte d'Ivoire. C. a. atys est présent jusqu’en Côte d’Ivoire, depuis la Sierra Leone, et C. a. lunulatus en Côte d’Ivoire et au Ghana, également observé au Burkina-Faso. Ces singes terrestres résident dans les vallées des forêts tropicales inondées, sèches ou humides, dans des zones mosaïques, et dans des mangroves de la zone forestière guinéenne. Ils habitent également les forêts galeries et sont couramment observés près des forêts marécageuses et de palmiers. 

## Pressions et conservation
Bien qu’ils soient difficiles à chasser car vivant dans des forêts denses et marécageuses, ils sont facilement piégés car ils passent la grande majorité de leur temps à se nourrir sur le sol forestier. Des taux de braconnages élevés pour la viande ont été enregistrés, notamment dans le parc national de Taï,. Les activités humaines et l'utilisation des terres menacent également car l'urbanisation, l’agriculture intensive, et l'exploitation forestière ont provoqué la déforestation de leur habitat naturel.

Selon l'UICN ; Vulnérable (VU) (C. a. atys) ; En danger d’extinction (EN) (C. a. lunulatus).

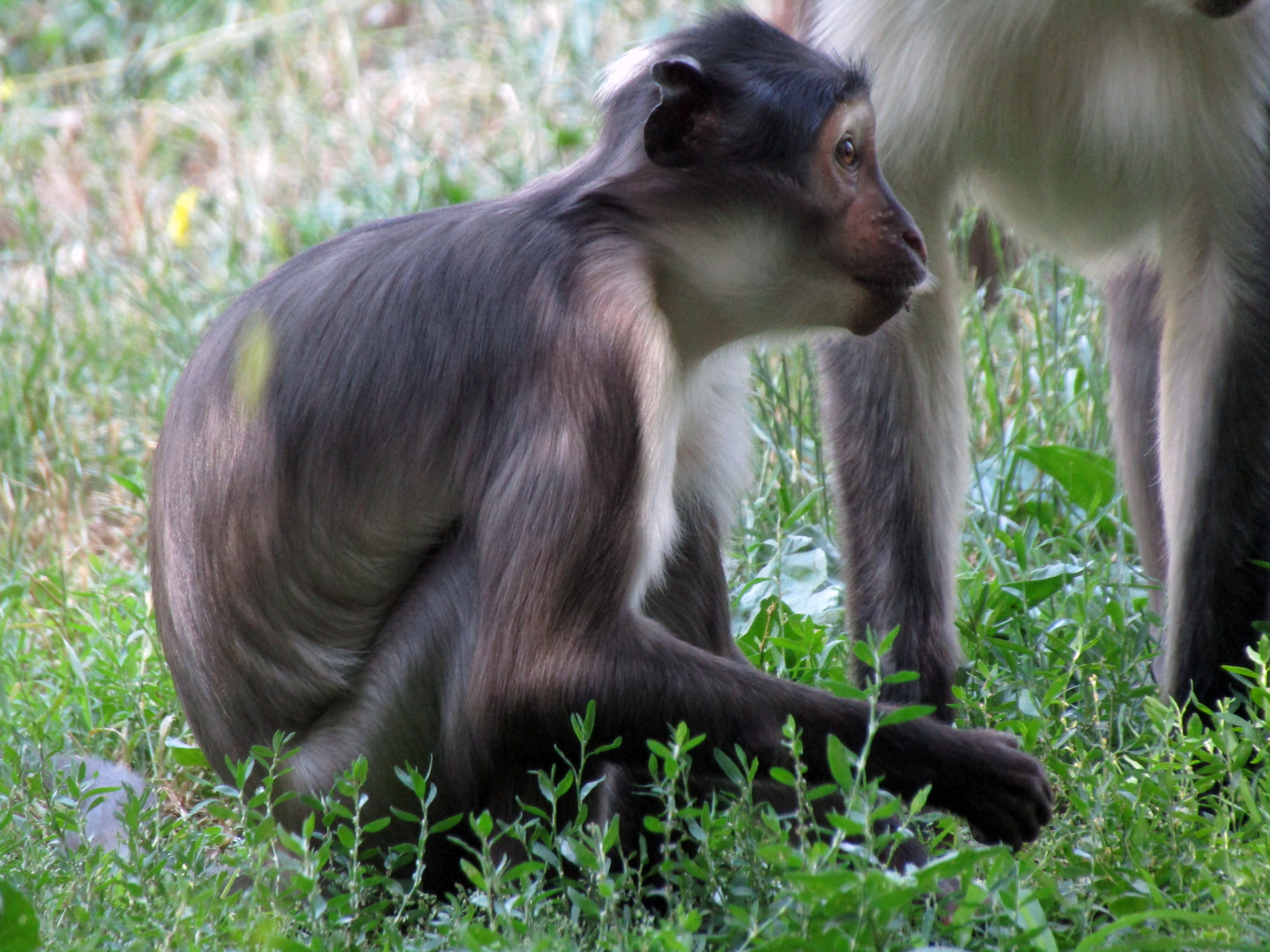
Juvénile

## Taxonomie
L'ancienne sous-espèce Cercocebus atys lunulatus Temminick, 1853 a été reclassée en tant qu'espèce à part, Cercocebus lunulatus (Temminck, 1853). Il y a donc maintenant deux espèces différentes à considérer.  